# Цветков, Цветко
Цветко Цветков (род. 10 августа 1971) — болгарский самбист и дзюдоист, серебряный призёр этапа Кубка мира 1998 года по дзюдо, серебряный (1999, 2000) и бронзовый (1997) призёр чемпионатов Европы по самбо, бронзовый призёр чемпионатов мира по самбо 1995 и 2000 годов. По самбо выступал во второй средней весовой категории (до 90 кг).

## Убийство
В 2013 году задушил свою мать и был приговорён к шести годам тюрьмы. Из-за параноидальной шизофрении он не мог быть привлечён к уголовной ответственности, поэтому четыре с половиной года содержался в тюремной лечебнице города Любеч. Был освобождён в 2019 году.